# Poul Dons

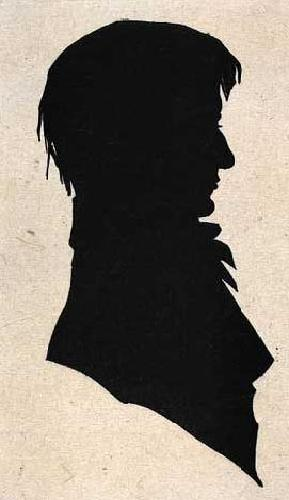
Poul Dons.

Poul Dons, född den 19 november 1783 i Köpenhamn, död den 8 april 1843 i Skamstrup nära Holbæk, var en dansk författare. Han var svärfar till Nicolai Gottlieb Blædel och morfar till Nicolai Bøgh.
År 1802 blev Dons privat inskriven som student vid Köpenhamns universitet och avlade hösten 1803 juridisk förberedelseexamen. År 1801 hade han blivit anställd som kopist och 1817 blev han fullmäktig i den allmänna änkekassans bokhållarekontor, varifrån Dons 1821 måste ta avsked på grund av nervsvaghet. Därefter bodde han på olika platser, till sist hos sin dotter och måg i Skamstrups prästgård. Dons var en stor beundrare av den kristna religionen och den nordiska poesin, vilket han visade i ett par bidrag till Kjøbenhavns Skilderie 1808–1809. År 1808 skrev han, också i Kjøbenhavns Skilderie, en dikt till Grundtvig med anledning av dennes Maskeradebal, och snart knöts dessa två nära samman som vänner. Dons är inte ihågkommen på grund av sitt författarskap. Hans betydelse ligger främst i det inflytande han hade på samtida som Ingemann och Molbech. Dons stod också i nära förbindelse med Poul Møller och makarna Rahbek. Grundtvig har i en storslagen dikt givit honom ett vackert eftermäle.